# Rune Zetterström
Rune Lennart Zetterström,  född 30 januari 1936 i Västerås, död 25 juni 2003 i Göteborg, var en svensk operasångare (bas) och skådespelare. 

## Biografi
Zetterström studerade vid Statens scenskola i Göteborg. Han debuterade 1966 som Don Bartolo i Mozarts Figaros bröllop på Stora teatern i Göteborg.
Där var han engagerad fram till 1992 och sjöng exempelvis Gustav Lejon i Animalen, Anckarström i Tintomara och Tevje i Spelman på taket. Tintomara sattes upp på Stora Teatern 1976. Med göteborgsensemblen gjordes även en LP-skiva-inspelning med samma titel. Bland andra roller på Stora Teatern kan nämnas kung Filip i Don Carlos, Sarastro i Trollflöjten, Basilio i Barberaren i Sevilla, Dulcamara i Kärleksdrycken, Seneca i Poppeas kröning, Osmin i Enleveringen ur Seraljen och Furst Gremin i Eugen Onegin.
På GöteborgsOperan medverkade han som Don Bartolo i Figaros bröllop (1994–1995 och 1997), kommendören i Don Giovanni (1995), äldre soldaten i Salome (1996) och Kromow i Den glada änkan (1997–1998).
Zetterström gjorde skogvaktaren i Den listiga lilla räven på Norrlandsoperan. På Malmö Opera hade han rollen som Timur i Turandot.
Zetterström medverkade 1986 i Suzanne Ostens film Bröderna Mozart som Lennart/Leporello i Don Juan.

### Familj
Zetterström var far till skådespelaren Åke Zetterström. Rune Zetterström är begravd på Västra kyrkogården i Göteborg.